# Hermine Küchenmeister-Rudersdorf
Hermine Küchenmeister-Rudersdorff, née Hermine Rudersdorff, le 12 décembre 1822 à Ivanovsky (Empire russe, aujourd'hui en Ukraine et morte le 25 février 1882 à Boston, est une artiste lyrique et professeure de chant allemande.

## Biographie
Hermine Rudersdorff est la fille du violoniste Johann Rudersdorff, qui travaille en Autriche, en Russie, en Allemagne et en Grande-Bretagne. Après le retour de sa famille en Allemagne, elle prend des cours de chant avec Marianne Sessi à Hambourg et plus tard avec Barthe Benderali et Marco Bordogni à Paris. Elle débute avec succès en Angleterre. L'étude obligatoire des langues étrangères pour un chanteur d'opéra suscite des ambitions en elle, elle envisage même d'étudier à l'Université d'Iéna. Ce n'est que difficilement que ses parents la convainquent de ne pas gâcher son grand talent vocal et de poursuivre une carrière musicale. Elle complète ses études de chant avec Alexandre Micheroux à Milan.
De Milan, elle passe en Allemagne en 1841, où elle donne d'abord des concerts dans diverses grandes villes. En novembre 1841, elle commence sa carrière lyrique dans le rôle d'Elvira dans I puritani de Vincenzo Bellini au Badisches Staatstheater Karlsruhe.
De 1842 à 1844, elle chante avec beaucoup de succès à Francfort-sur-le-Main. En 1844, lorsqu'elle épouse le mathématicien et professeur respecté Küchenmeister, elle veut se retirer de la scène. Encore une fois, ses parents doivent la convaincre de poursuivre sa carrière.
De 1844 à 1846, elle est apparue à Mannheim, de 1846 à 1848 à Breslau, de 1848 à 1850 au Théâtre royal de la Cour de Dresde (de). Les années suivantes, elle fait des apparitions en tant qu'invitée importante et de 1851 à 1854, elle est membre du Friedrich-Wilhelmstädtischen Theaters à Berlin.
À la clôture de la saison 1856, pendant la seconde quinzaine de juillet, elle participe à plusieurs grands concerts dans la nouvelle salle des Jardins royaux de Surrey (en), où se produisent avec elle Mmes Marietta Alboni, Gassier, Charlotte Sainton-Dolby, Clara Novello, Arabella Goddard, ainsi que Sims Reeves, Bazzini, Piatti, Sivori, Bottesini. Fin 1856, elle chante le rôle de Donna Elvira dans Don Giovanni de Mozart, au Théâtre de Drury Lane à Londres.
Après cela, elle se retire de la grande scène de l'opéra et apparaît exclusivement comme une chanteuse de concert, principalement en Angleterre, et en Écosse , où elle continue à être célébrée par de grands succès au côté de Marietta Alboni, Clara Novello, Charlotte Sainton-Dolby,Sims Reeves.
En 1871-1872, elle chante avec grand succès aux États-Unis au Festival de Boston où elle s'installe en tant que professeur de chant; Les élèves les plus connus sont Lilian June Henschel-Bailey et Emma Cecilia Thursby. Bien que le théâtre lui offre une carrière splendide, parce qu'elle l'un des meilleurs sopranos de son temps, elle se retire, se consacrant aux concerts et a l'oratorio, où pendant quelques années elle occupe une place prééminente. Passionné de musique populaire espagnole, elle publie des chansons de Sebastián Iradier à l' étranger. En 1878, elle s'installe à New York en tant que professeure de chant. Elle est morte à Boston en 1882.